# Million Dollar Baby (canção)
"Million Dollar Baby" é uma canção da cantora americana Ava Max, lançada em 1º de setembro de 2022, pela Atlantic Records como o segundo single de seu segundo álbum de estúdio, Diamonds & Dancefloors (2023). A canção foi escrita por Max, Jessica Agombar, Michael Pollack, Diane Warren, Casey Smith, e os produtores David Stewart, Cirkut e Lostboy. "Million Dollar Baby" é uma canção pop e Eurodance, com influências da música dos anos 2000. A faixa contém amostra de "Can't Fight the Moonlight", canção de 2000 da cantora LeAnn Rimes, com letras sobre empoderamento. Um videoclipe foi dirigido por Andrew Donoho e mostra Max testemunhando a si mesma se apresentar em uma boate.

## Antecedentes e composição
Em agosto de 2022, Max anunciou o título de "Million Dollar Baby" no TikTok e confirmou que um videoclipe foi filmado. Ela afirmou que a música foi gravada em um período difícil, com o título e a letra com o tema "autoestima" e superação de adversidades. Em 26 de agosto de 2022, Max e a cantora americana LeAnn Rimes apareceram em vários vídeos do TikTok para promover "Million Dollar Baby", reencenando uma cena de dança de mesa do filme musical Coyote Ugly de 2000 e apresentando a trilha sonora do filme "Can't Fight the Moonlight" (2000). A arte da capa de "Million Dollar Baby" foi revelada na conta de Max no Instagram em 27 de agosto de 2022.
"Million Dollar Baby" foi lançado como o segundo single do segundo álbum de estúdio de Max, Diamonds & Dancefloors, em 1º de setembro de 2022. A canção foi escrita por Max, Jessica Agombar, Michael Pollack, Diane Warren, Casey Smith, e os produtores David Stewart, Cirkut e Lostboy.
Musicalmente, "Million Dollar Baby" é uma música pop e Eurodance, inspirada na música dos anos 2000. A faixa contém amostra de "Can't Fight the Moonlight" de LeAnn Rimes, que serve como a música tema do Coyote Ugly. O nome da música descarta o filme de mesmo nome de 2004, enquanto Lindsay Zoladz do The New York Times notou semelhanças com "Bad Romance", canção de 2009 da cantora Lady Gaga, na ponte. As letras são baseadas no tema do empoderamento, que começa com o luto e termina com a emancipação.

## Crítica profissional
A escritora do KIIS-FM, Rebekah Gonzalez, descreveu "Million Dollar Baby" como "pronta para a pista de dança" e a considerou uma "música do verão", enquanto Shaad D'Souza da revista Paper achou que a música soava "eufórica". Escrevendo para Los Angeles, Abigail Siatkowski opinou que Max foi inspirada por Lady Gaga e desenvolveu "Million Dollar Baby" com seu próprio "pop flare". Zoladz elogiou a produção "elegante [e] calistênica" da música, mas acreditava que Max era uma "praticante" pop sem uma "persona distinta". O escritor Jordi Bardají do Jenesaispop criticou a canção, por conter uma melodia semelhante a "Can't Fight the Moonlight" e confiar demais em interpolações, mas afirmou que não é "uma música ruim".

## Divulgação

### Vídeo musical
Um videoclipe de acompanhamento para "Million Dollar Baby" foi provocado pela primeira vez por Max em suas contas de mídia social. O vídeo foi dirigido por Andrew Donoho, que foi lançado junto com a música. No vídeo, Max aparece com cabelos castanhos entrando em uma boate chamada Diamonds & Dancefloors, que faz referência ao título de seu segundo álbum de estúdio. Ela testemunha uma versão loira de si mesma se apresentando no palco com um grupo de dançarinos de apoio. Ambas as versões eventualmente se combinam em uma única entidade de cabelos escuros com um vestido brilhante depois que a primeira segue a última nos bastidores, onde Max então se apresenta no palco e desaparece. Gonzalez considerou o videoclipe "impressionante", enquanto o redator da Uproxx Adrian Spinelli escreveu que era "opulento".

### Apresentações ao vivo
Max cantou "Million Dollar Baby" no topo de um grande palco de diamante no MTV Europe Music Awards 2022 em 13 de novembro de 2022. A canção está incluída no jogo rítmico de 2022 Just Dance 2023 Edition, com a coreografia executada pela própria Max como treinadora.

## Faixas e formatos
Download digital
1. “Million Dollar Baby” – 3:04

Download digital – David Penn Remix
1. “Million Dollar Baby” (David Penn Remix) – 3:07
2. “Million Dollar Baby” (David Penn Extended Remix) – 5:46

Download digital – TELYKast Remix
1. “Million Dollar Baby” (TELYKast Remix) – 3:13

Download digital – COASTR. Remix
1. “Million Dollar Baby” (COASTR. Remix) – 2:38

Download digital – Nathan Dawe Remix
1. “Million Dollar Baby” (Nathan Dawe Remix) – 3:05

## Créditos e pessoal
Créditos da música adaptados do Tidal.
- Amanda Ava Koci — vocais, compositora
- Henry Walter — produtor, compositor, programação
- David Stewart — produtor, compositor, programação
- Lostboy — produtor, compositor
- Jessica Agombar — compositora
- Michael Pollack— compositor
- Diane Warren — compositora
- Casey Smith — compositora
- Tom Norris — mixagem
- Chris Gehringer — masterização

## Desempenho nas tabelas musicais
| Tabela musical (2022)              | Melhor posição |
| ---------------------------------- | -------------- |
| Alemanha (BVMI)                    | 7              |
| Alemanha (Media Control Charts)    | 33             |
| Argentina (Monitor Latino)         | 15             |
| Bélgica (Ultratop 50 de Flandres)  | 12             |
| Bélgica (Ultratop 40 da Valônia)   | 17             |
| Bolívia (Monitor Latino)           | 9              |
| Bulgária (PROPHON)                 | 8              |
| Canadá (CHR/Top 40)                | 40             |
| Canadá (Hot AC)                    | 45             |
| Chile (Monitor Latino)             | 13             |
| Coreia do Sul (Circle)             | 190            |
| Croácia (HRT)                      | 8              |
| Equador (Monitor Latino)           | 15             |
| Eslováquia (Rádio Top 100)         | 25             |
| Estados Unidos (Adult Top 40)      | 27             |
| Estados Unidos (Mainstream Top 40) | 30             |
| Finlândia (Radiosoittolista)       | 6              |
| França (SNEP)                      | 139            |
| Hungria (Rádiós Top 40)            | 1              |
| Hungria (Single Top 40)            | 14             |
| (CSI TopHit)                       | 6              |
| Nova Zelândia (RMNZ)               | 29             |
| Países Baixos (Dutch Top 40)       | 27             |
| Países Baixos (Single Tip)         | 22             |
| Polônia (Polish Airplay Top 100)   | 17             |
| Rússia (TopHit)                    | 2              |
| Suécia (Sverigetopplistan)         | 67             |
| Suíça (Schweizer Hitparade)        | 14             |

| Tabela musical (2022) | Melhor posição |
| --------------------- | -------------- |
| (CSI TopHit)          | 4              |
| Rússia (TopHit)       | 5              |

| Tabela musical (2022)             | Melhor posição |
| --------------------------------- | -------------- |
| Bélgica (Ultratop 50 de Flandres) | 102            |
| Bélgica (Ultratop 40 da Valônia)  | 147            |
| (CSI TopHit)                      | 77             |
| Croácia (HRT)                     | 97             |
| Rússia (TopHit)                   | 83             |

## Histórico de lançamento
| Região | Data                   | Formato                    | Versão            | Gravadora | Ref.          |
| ------ | ---------------------- | -------------------------- | ----------------- | --------- | ------------- |
| Várias | 1º de setembro de 2022 | Digital download streaming | Original          | Atlantic  | [ 18 ] [ 58 ] |
| Várias | 14 de outubro de 2022  | Digital download streaming | David Penn Remix  | Atlantic  | [ 19 ] [ 59 ] |
| Várias | 21 de outubro de 2022  | Digital download streaming | TELYKast Remix    | Atlantic  | [ 20 ] [ 60 ] |
| Várias | 28 de outubro de 2022  | Digital download streaming | COASTR. Remix     | Atlantic  | [ 21 ] [ 61 ] |
| Várias | 6 de janeiro de 2023   | Digital download streaming | Nathan Dawe Remix | Atlantic  | [ 22 ] [ 62 ] |